# Перм'ята
Перм'я́та (рос. Пермята) — присілок у складі Мурашинського району Кіровської області, Росія. Входить до складу Мурашинського сільського поселення.
Населення становить 79 осіб (2010, 126 у 2002).
Національний склад станом на 2002 рік — росіяни 97 %.